# Highland (rasa koni)

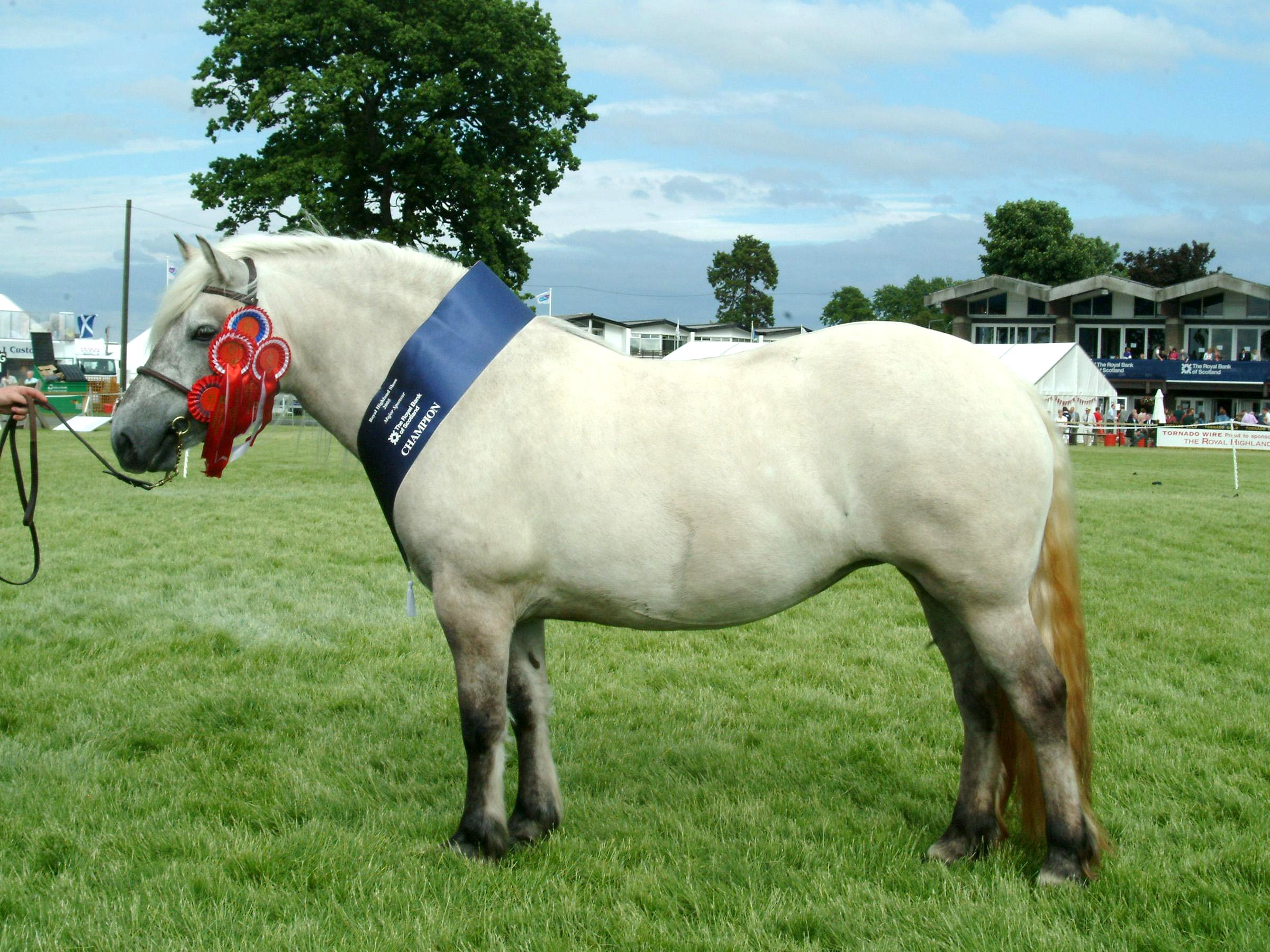
Grace of Carlung – czempionka rasy higland

Highland – rasa koni wywodząca się z północnej Szkocji.

## Historia, pochodzenie
Powstała w roku 1887 i najpierw używana była do polowań, ponieważ dzięki dużej sile mogły unieść ciężką zwierzynę.

## Budowa,pokrój,eksterier
Głowa jest krótka, typowa dla kuców, nozdrza duże, klatka piersiowa głęboka, kończyny krótkie i mocne. Ogon i grzywa są bujne, a na pęcinach są niewielkie szczotki.

## Typy
Można wyróżnić dwa typy highlandów: garron z wyspy Mull i mniej delikatny typ z Hebrydów. Pierwszy osiąga wysokość 144 cm w kłębie, a drugi nie przekracza 125 cm. Konie te słyną ze swojej długowieczności.

## Maść
Najczęściej spotykana maść w tej rasie to myszata, izabelowata i bułana. Mogą być także siwe, gniade, albo skarogniade. Maść srokata jest raczej niepożądana, lecz może wystąpić. Prócz srokatej dopuszczalne są wszystkie maści. Wszystkie źrebięta tej rasy przychodzą na świat maści bułanej.